# Saint-Julien-en-Born
Saint-Julien-en-Born è un comune francese di 1 517 abitanti situato nel dipartimento delle Landes nella regione della Nuova Aquitania.

## Società

### Evoluzione demografica
Abitanti censiti